# 59388 Monod
59388 Monod è un asteroide della fascia principale. Scoperto nel 1999, presenta un'orbita caratterizzata da un semiasse maggiore pari a 2,3978088 UA e da un'eccentricità di 0,1204527, inclinata di 4,14159° rispetto all'eclittica.